# Prima Categoria Lombardia 1961-1962
Il campionato di calcio di Prima Categoria 1961-1962 è stato il V livello del campionato italiano. A carattere regionale, fu il terzo campionato dilettantistico con questo nome dopo la riforma voluta da Zauli del 1958.
Questi sono i gironi organizzati della regione Lombardia.Questi sono i gironi organizzati dal Comitato Regionale Lombardo a cui era demandata l'organizzazione dei campionati delle squadre della provincia di Piacenza mentre la provincia di Mantova era di competenza dell'Emilia-Romagna.

## Stagione

### Aggiornamenti
Il C.R.A.L. Ilva Lovere cambiò denominazione all'inizio della stagione in Circolo Aziendale Italsider di Lovere perché a livello industriale l'Eni che deteneva la proprietà dell'Ilva decise l'incorporazione della Cornigliano nell'Ilva: nasce la Italsider - Altiforni e Acciaierie Riunite Ilva e Cornigliano S.p.a..
La Associazione Ragazzi Cairoli (A.R.C.) di Voghera è nata nel 1948. Morta la Ass.Vogherese Calcio alla fine della stagione 1958-59, la A.R.C. ne prese il posto trasformandosi successivamente in A.C. Voghera e poi in A.V.C. Vogherese.

## Settore A

### Girone A

#### Squadre partecipanti
| Squadra                 | Città (provincia)        | Stagione precedente |
| ----------------------- | ------------------------ | ------------------- |
| F.B.C. Alzano           | Alzano Lombardo (BG)     |                     |
| S.S. Aurora Travagliato | Travagliato (BS)         |                     |
| U.S. Bagnolese          | Bagnolo Mella (BS)       |                     |
| G.S. Banco Ambrosiano   | Milano                   |                     |
| A.C. Beretta            | Gardone Val Trompia (BS) |                     |
| U.S. Caravaggio C.S.I.  | Caravaggio (BG)          |                     |
| A.C. Codogno            | Codogno (MI)             |                     |
| U.S. Concorezzese       | Concorezzo (MI)          |                     |
| A.C. Crema              | Crema (CR)               |                     |
| U.S. Fiorenzuola        | Fiorenzuola d'Arda (PC)  |                     |
| D.A. Innocenti          | Milano                   |                     |
| C.A. Italsider          | Lovere (BG)              |                     |
| U.S. Melzo              | Melzo (MI)               |                     |
| U.S. Pro Sesto          | Sesto San Giovanni (MI)  |                     |
| A.C. Toscolano Maderno  | Toscolano Maderno (BS)   |                     |
| U.S. Vimercatese        | Vimercate (MI)           |                     |

#### Classifica finale
|  | Pos. | Squadra            | Pt | G  | V  | N  | P  | GF | GS | DR  |
|  | ---- | ------------------ | -- | -- | -- | -- | -- | -- | -- | --- |
|  | 1.   | Aurora Travagliato | 40 | 30 | 16 | 8  | 6  | 34 | 14 | +20 |
|  | 2.   | Beretta Gardone    | 40 | 30 | 18 | 4  | 8  | 58 | 34 | +24 |
|  | 3.   | Italsider          | 36 | 30 | 15 | 6  | 9  | 52 | 38 | +14 |
|  | 4.   | Melzo              | 34 | 30 | 14 | 6  | 10 | 50 | 36 | +14 |
|  | 4.   | Codogno            | 34 | 30 | 12 | 10 | 8  | 47 | 35 | +12 |
|  | 6.   | Bagnolese          | 33 | 30 | 13 | 7  | 10 | 45 | 38 | +7  |
|  | 7.   | Pro Sesto          | 31 | 30 | 11 | 9  | 10 | 35 | 37 | -2  |
|  | 7.   | Innocenti          | 31 | 30 | 10 | 11 | 9  | 41 | 48 | -7  |
|  | 7.   | Banco Ambrosiano   | 31 | 30 | 12 | 6  | 12 | 42 | 42 | 0   |
|  | 10.  | Vimercatese        | 28 | 30 | 8  | 12 | 10 | 33 | 36 | -3  |
|  | 11.  | Caravaggio         | 27 | 30 | 8  | 11 | 11 | 37 | 38 | -1  |
|  | 11.  | Crema              | 27 | 30 | 10 | 7  | 13 | 29 | 41 | -12 |
|  | 13.  | Alzano             | 25 | 30 | 9  | 7  | 14 | 40 | 48 | -8  |
|  | 13.  | Concorezzese       | 25 | 30 | 10 | 5  | 15 | 33 | 51 | -18 |
|  | 15.  | Fiorenzuola        | 20 | 30 | 7  | 6  | 17 | 32 | 52 | -20 |
|  | 16.  | Toscolano Maderno  | 19 | 30 | 7  | 5  | 18 | 36 | 56 | -20 |

Legenda:
      Ammesso alle finali per il titolo del Settore A della Prima Categoria Lombarda.
  Retrocesso e in seguito riammesso per delibera della Lega Nazionale Dilettanti.
Regolamento:
Due punti a vittoria, uno a pareggio, zero a sconfitta.
Note:
La Lega Nazionale Dilettanti, nel bocciare il progetto del Comitato Regionale Lombardo, ordinò di annullare tutte le promozioni e le retrocessioni decise con lo sdoppiamento in due settori della Prima Categoria lasciando tutte le società in Prima Categoria.

### Spareggio per il primo posto in classifica
|                    | Risultato |         | Luogo e data           |
| ------------------ | --------- | ------- | ---------------------- |
| Aurora Travagliato | 1 - 0     | Beretta | Brescia, 2 giugno 1962 |
|                    |           |         |                        |

### Girone B

#### Squadre partecipanti
| Squadra                    | Città (provincia)        | Stagione precedente |
| -------------------------- | ------------------------ | ------------------- |
| S.C. Antoniana             | Busto Arsizio (VA)       |                     |
| U.S. Aurora Desio 1922     | Desio (MI)               |                     |
| U.S. Caratese              | Carate Brianza (MI)      |                     |
| U.S. Caronnese             | Caronno Pertusella (VA)  |                     |
| U.C. Cassanesi             | Cassano Magnago (VA)     |                     |
| U.S. Castellana            | Castel San Giovanni (PC) |                     |
| S.S. La Benvenuta          | Bollate (MI)             |                     |
| F.B.C. Luino               | Luino (VA)               |                     |
| A.S. Magenta               | Magenta (MI)             |                     |
| A.C. Meda 1913             | Meda (MI)                |                     |
| G.S. Mobilieri Bovisio     | Bovisio Masciago (MI)    |                     |
| U.S. Pro Cinisello         | Cinisello Balsamo (MI)   |                     |
| S.S. Sommese               | Somma Lombardo (VA)      |                     |
| S.G. Stradellina Primavera | Stradella (PV)           |                     |
| A.S. Vis Nova              | Giussano (MI)            |                     |
| A.R.C. Voghera             | Voghera (PV)             |                     |

#### Classifica finale
|  | Pos. | Squadra               | Pt | G  | V  | N  | P  | GF | GS | DR  |
|  | ---- | --------------------- | -- | -- | -- | -- | -- | -- | -- | --- |
|  | 1.   | ARC Voghera           | 40 | 30 | 16 | 8  | 6  | 45 | 29 | +16 |
|  | 2.   | Meda                  | 38 | 30 | 14 | 10 | 6  | 47 | 32 | +15 |
|  | 3.   | Vis Nova              | 36 | 30 | 15 | 6  | 9  | 39 | 33 | +6  |
|  | 4.   | Caratese              | 35 | 30 | 13 | 9  | 8  | 46 | 36 | +10 |
|  | 5.   | Luino                 | 33 | 30 | 12 | 9  | 9  | 48 | 38 | +10 |
|  | 5.   | Caronnese             | 33 | 30 | 10 | 13 | 7  | 41 | 35 | +6  |
|  | 7.   | Sommese               | 32 | 30 | 12 | 8  | 10 | 46 | 39 | +7  |
|  | 8.   | Antoniana             | 30 | 30 | 11 | 8  | 11 | 46 | 41 | +5  |
|  | 8.   | Pro Cinisello         | 30 | 30 | 10 | 10 | 10 | 37 | 39 | -2  |
|  | 8.   | Castellana            | 30 | 30 | 10 | 10 | 10 | 36 | 42 | -6  |
|  | 11.  | Cassanesi             | 29 | 30 | 10 | 9  | 11 | 40 | 41 | -1  |
|  | 12.  | Aurora Desio          | 27 | 30 | 8  | 11 | 11 | 45 | 44 | +1  |
|  | 13.  | Stradellina Primavera | 26 | 30 | 8  | 10 | 12 | 39 | 46 | -7  |
|  | 14.  | Mobilieri Bovisio     | 22 | 30 | 7  | 8  | 15 | 33 | 44 | -11 |
|  | 14.  | Magenta               | 22 | 30 | 5  | 12 | 13 | 36 | 53 | -17 |
|  | 16.  | La Benvenuta          | 17 | 30 | 6  | 5  | 19 | 30 | 62 | -32 |

Legenda:
      Ammesso alle finali per il titolo del Settore A della Prima Categoria Lombarda.
  Retrocesso e in seguito riammesso per delibera della Lega Nazionale Dilettanti.
Regolamento:
Due punti a vittoria, uno a pareggio, zero a sconfitta.
Note:
La Lega Nazionale Dilettanti, nel bocciare il progetto del Comitato Regionale Lombardo, ordinò di annullare tutte le promozioni e le retrocessioni decise con lo sdoppiamento in due settori della Prima Categoria lasciando tutte le società in Prima Categoria.

### Finale Settore A
|                    | Risultato |                    | Luogo e data                |  |
| ------------------ | --------- | ------------------ | --------------------------- |  |
| ARC Voghera        | 1-0       | Aurora Travagliato | Voghera, 10 giugno 1962     |  |
| Aurora Travagliato | 0-0       | ARC Voghera        | Travagliato, 17 giugno 1962 |  |
|                    |           |                    |                             |  |

## Settore B

### Girone A

#### Squadre partecipanti
| Squadra               | Città (provincia)          | Stagione precedente |
| --------------------- | -------------------------- | ------------------- |
| A.C. Angelo Antonini  | Sarezzo (BS)               |                     |
| A.C. Cassano          | Cassano d'Adda (MI)        |                     |
| A.S. Cernusco         | Cernusco sul Naviglio (MI) |                     |
| F.B.C. Chiari         | Chiari (BS)                |                     |
| G.S. Clarense         | Chiari (BS)                |                     |
| Pol. Darfense         | Darfo Boario Terme (BS)    |                     |
| U.S. Desenzano        | Desenzano del Garda (BS)   |                     |
| D.A. Eredi Gnutti     | Lumezzane (BS)             |                     |
| A.S. Erminio Giana    | Gorgonzola (MI)            |                     |
| U.S. Nembrese David   | Nembro (BG)                |                     |
| A.S. Orceana          | Orzinuovi (BS)             |                     |
| U.S. Pro Palazzolo    | Palazzolo sull'Oglio (BS)  |                     |
| U.S. Ponte San Pietro | Ponte San Pietro (BG)      |                     |
| U.S. S.A.M.E.         | Lograto (BS)               |                     |
| U.S. San Pellegrino   | San Pellegrino Terme (BG)  |                     |
| S.S. Tritium          | Trezzo sull'Adda (MI)      |                     |

#### Classifica finale
|  | Pos. | Squadra          | Pt | G  | V  | N  | P  | GF | GS | DR  |
|  | ---- | ---------------- | -- | -- | -- | -- | -- | -- | -- | --- |
|  | 1.   | Clarense         | 43 | 30 | 16 | 11 | 3  | 43 | 25 | +18 |
|  | 2.   | Ponte San Pietro | 39 | 30 | 17 | 5  | 8  | 48 | 19 | +29 |
|  | 3.   | Chiari           | 38 | 30 | 14 | 11 | 6  | 47 | 34 | +13 |
|  | 4.   | Eredi Gnutti     | 36 | 30 | 14 | 8  | 8  | 63 | 41 | +22 |
|  | 4.   | Pro Palazzolo    | 36 | 30 | 13 | 10 | 7  | 49 | 36 | +13 |
|  | 6.   | Orceana          | 35 | 30 | 14 | 7  | 9  | 47 | 38 | +9  |
|  | 7.   | Desenzano        | 34 | 30 | 12 | 10 | 8  | 43 | 35 | +8  |
|  | 7.   | San Pellegrino   | 34 | 30 | 14 | 6  | 10 | 62 | 38 | +24 |
|  | 9.   | Darfense         | 32 | 30 | 15 | 2  | 13 | 53 | 35 | +18 |
|  | 10.  | Nembrese David   | 31 | 30 | 11 | 9  | 10 | 44 | 52 | -8  |
|  | 11.  | Angelo Antonini  | 28 | 30 | 11 | 6  | 13 | 32 | 38 | -6  |
|  | 12.  | Erminio Giana    | 26 | 30 | 9  | 8  | 13 | 38 | 46 | -8  |
|  | 13.  | Cernusco         | 23 | 30 | 8  | 7  | 15 | 47 | 65 | -18 |
|  | 14.  | S.A.M.E (-1)     | 22 | 30 | 8  | 7  | 15 | 33 | 44 | -11 |
|  | 15.  | Tritium          | 15 | 30 | 4  | 7  | 19 | 27 | 56 | -29 |
|  | 16.  | Cassano          | 6  | 30 | 2  | 2  | 26 | 13 | 86 | -73 |

Legenda:
      Ammesso alle finali per il titolo del Settore B della Prima Categoria Lombarda.
  Retrocesso e in seguito riammesso per delibera della Lega Nazionale Dilettanti.
Regolamento:
Due punti a vittoria, uno a pareggio, zero a sconfitta.
Note:
S.A.M.E. Lograto ha scontato 1 punto di penalizzazione in classifica per una rinuncia.
La Lega Nazionale Dilettanti, nel bocciare il progetto del Comitato Regionale Lombardo, ordinò di annullare tutte le promozioni e le retrocessioni decise con lo sdoppiamento in due settori della Prima Categoria lasciando tutte le società in Prima Categoria.

### Girone B

#### Squadre partecipanti
| Squadra                    | Città (provincia)      | Stagione precedente |
| -------------------------- | ---------------------- | ------------------- |
| U.S. Barlassina            | Barlassina (MI)        |                     |
| Pol. Biassonese            | Biassono (MI)          |                     |
| U.S. Casatese              | Casatenovo (CO)        |                     |
| A.C. Cedil Lurago          | Lurago Marinone (CO)   |                     |
| Centro Sociale Cooperativo | Cusano Milanino (MI)   |                     |
| U.S. Chiavennese           | Chiavenna (SO)         |                     |
| A.S.C. Cinisello           | Cinisello Balsamo (MI) |                     |
| U.S. Gravedonese           | Gravedona (CO)         |                     |
| U.S. Lomazzo               | Lomazzo (CO)           |                     |
| S.S. Luciano Manara        | Barzanò (CO)           |                     |
| U.S. Morbegnese            | Morbegno (SO)          |                     |
| A.S. Padernese             | Paderno d'Adda (CO)    |                     |
| S.S. Pro Lissone           | Lissone (MI)           |                     |
| A.S. Seveso                | Seveso (MI)            |                     |
| U.S. Tiranese              | Tirano (SO)            |                     |
| A.C. Villasanta            | Villasanta (MI)        |                     |

#### Classifica finale
|  | Pos. | Squadra                    | Pt | G  | V  | N  | P  | GF | GS | DR  |
|  | ---- | -------------------------- | -- | -- | -- | -- | -- | -- | -- | --- |
|  | 1.   | Cinisello                  | 46 | 30 | 19 | 8  | 3  | 69 | 23 | +46 |
|  | 2.   | Morbegnese                 | 43 | 30 | 17 | 9  | 4  | 57 | 33 | +24 |
|  | 3.   | Pro Lissone                | 39 | 30 | 16 | 7  | 7  | 52 | 26 | +26 |
|  | 4.   | Biassonese                 | 38 | 30 | 16 | 6  | 8  | 53 | 35 | +18 |
|  | 5.   | Casatese                   | 36 | 30 | 14 | 8  | 8  | 49 | 32 | +17 |
|  | 6.   | Cedil Lurago               | 34 | 30 | 13 | 9  | 8  | 56 | 44 | +12 |
|  | 7.   | Luciano Manara             | 31 | 30 | 9  | 13 | 8  | 36 | 34 | +2  |
|  | 8.   | Barlassina                 | 27 | 30 | 9  | 9  | 12 | 31 | 40 | -9  |
|  | 8.   | Villasanta                 | 27 | 30 | 8  | 11 | 11 | 37 | 46 | -9  |
|  | 10.  | Centro Sociale Cooperativo | 25 | 30 | 8  | 9  | 13 | 49 | 55 | -6  |
|  | 10.  | Chiavennese                | 25 | 30 | 9  | 7  | 14 | 44 | 59 | -15 |
|  | 12.  | Padernese                  | 24 | 30 | 8  | 8  | 14 | 48 | 63 | -15 |
|  | 13.  | Seveso                     | 23 | 30 | 7  | 9  | 14 | 26 | 50 | -24 |
|  | 14.  | Gravedonese                | 21 | 30 | 8  | 5  | 17 | 47 | 73 | -26 |
|  | 15.  | Tiranese (-1)              | 19 | 30 | 6  | 8  | 16 | 33 | 56 | -23 |
|  | 16.  | Lomazzo (-1)               | 19 | 30 | 8  | 4  | 18 | 40 | 58 | -18 |

Legenda:
      Ammesso alle finali per il titolo del Settore B della Prima Categoria Lombarda.
  Retrocesso e in seguito riammesso per delibera della Lega Nazionale Dilettanti.
Regolamento:
Due punti a vittoria, uno a pareggio, zero a sconfitta.
Note:
Tiranese e Lomazzo  hanno scontato 1 punto di penalizzazione in classifica per una rinuncia.
La Lega Nazionale Dilettanti, nel bocciare il progetto del Comitato Regionale Lombardo, ordinò di annullare tutte le promozioni e le retrocessioni decise con lo sdoppiamento in due settori della Prima Categoria lasciando tutte le società in Prima Categoria.

### Girone C

#### Squadre partecipanti
| Squadra                      | Città (provincia)           | Stagione precedente |
| ---------------------------- | --------------------------- | ------------------- |
| U.S. Arnatese                | Arnate di Gallarate (VA)    |                     |
| G.S. Astro                   | Olgiate Comasco (CO)        |                     |
| U.S. Bollatese               | Bollate (MI)                |                     |
| U.S. Cardanese               | Cardano al Campo (VA)       |                     |
| F.B.C. Corbetta              | Corbetta (MI)               |                     |
| S.S. Gerenzanese             | Gerenzano (VA)              |                     |
| F.B.C. Laveno Mombello       | Laveno Mombello (VA)        |                     |
| U.S. Lonatese                | Lonate Pozzolo (VA)         |                     |
| Pol. Motori Condor Concordia | Robecco sul Naviglio (MI)   |                     |
| A.C. Parabiago               | Parabiago (MI)              |                     |
| Rhodense Philco              | Rho (MI)                    |                     |
| U.S.O. Robecchettese         | Robecchetto con Induno (MI) |                     |
| G.S. Salus et Virtus         | Turate (CO)                 |                     |
| A.C. Shell Condor            | Pantanedo di Rho (MI)       |                     |
| A.S. Speranza Siltal         | Abbiategrasso (MI)          |                     |
| A.S. Vergiatese              | Vergiate (VA)               |                     |

#### Classifica finale
|  | Pos. | Squadra                 | Pt | G  | V  | N  | P  | GF | GS | DR  |
|  | ---- | ----------------------- | -- | -- | -- | -- | -- | -- | -- | --- |
|  | 1.   | Parabiago               | 44 | 30 | 16 | 12 | 2  | 50 | 17 | +33 |
|  | 2.   | Cardanese               | 44 | 30 | 17 | 10 | 3  | 66 | 27 | +39 |
|  | 3.   | Arnatese                | 37 | 30 | 11 | 15 | 4  | 52 | 27 | +25 |
|  | 3.   | Bollatese               | 37 | 30 | 12 | 13 | 5  | 47 | 23 | +24 |
|  | 5.   | Laveno                  | 36 | 30 | 11 | 14 | 5  | 42 | 22 | +20 |
|  | 5.   | Motori Condor Concordia | 36 | 30 | 14 | 8  | 8  | 40 | 41 | -1  |
|  | 7.   | Robecchettese           | 32 | 30 | 11 | 10 | 9  | 44 | 32 | +12 |
|  | 8.   | Corbetta                | 30 | 30 | 8  | 14 | 8  | 29 | 30 | -1  |
|  | 9.   | Gerenzanese             | 28 | 30 | 6  | 16 | 8  | 34 | 27 | +7  |
|  | 9.   | Shell Condor            | 28 | 30 | 8  | 12 | 10 | 35 | 38 | -3  |
|  | 11.  | Astro                   | 27 | 30 | 6  | 15 | 9  | 46 | 40 | +6  |
|  | 12.  | Salus et Virtus (-1)    | 24 | 30 | 8  | 9  | 13 | 38 | 47 | -9  |
|  | 13.  | Speranza Siltal         | 23 | 30 | 5  | 13 | 12 | 27 | 46 | -19 |
|  | 14.  | Lonatese                | 21 | 30 | 4  | 13 | 13 | 37 | 56 | -19 |
|  | 14.  | Rhodense Philco         | 21 | 30 | 6  | 9  | 15 | 28 | 71 | -43 |
|  | 16.  | Vergiatese              | 11 | 30 | 1  | 9  | 20 | 23 | 84 | -61 |

Legenda:
      Ammesso alle finali per il titolo del Settore B della Prima Categoria Lombarda.
  Retrocesso e in seguito riammesso per delibera della Lega Nazionale Dilettanti.
Regolamento:
Due punti a vittoria, uno a pareggio, zero a sconfitta.
Note:
Salus et Virtus ha scontato 1 punto di penalizzazione in classifica per una rinuncia.
La Lega Nazionale Dilettanti, nel bocciare il progetto del Comitato Regionale Lombardo, ordinò di annullare tutte le promozioni e le retrocessioni decise con lo sdoppiamento in due settori della Prima Categoria lasciando tutte le società in Prima Categoria.

### Spareggio per il primo posto in classifica
|           | Risultato |           | Luogo e data       |
| --------- | --------- | --------- | ------------------ |
| Parabiago | 5 - 2     | Cardanese | ??. 31 maggio 1962 |
|           |           |           |                    |

### Girone D

#### Squadre partecipanti
| Squadra                      | Città (provincia)          | Stagione precedente |
| ---------------------------- | -------------------------- | ------------------- |
| C.R.A.L. A.T.M.              | Milano                     |                     |
| F.B.C. Belgioioso Constantes | Belgioioso (PV)            |                     |
| F.B.C. Casteggio             | Casteggio (PV)             |                     |
| A.C. Ficem Crespi Morbio     | Milano                     |                     |
| S.S. Garlasco                | Garlasco (PV)              |                     |
| Pol. Livraga                 | Livraga (MI)               |                     |
| U.S. Monticellese            | Monticelli d'Ongina (PC)   |                     |
| A.S. Pejo Lorenteggio        | Milano                     |                     |
| G.S. Philco                  | Robbio (PV)                |                     |
| G.S. Pirelli                 | Milano-Bicocca             |                     |
| U.S. Pontenurese             | Pontenure (PC)             |                     |
| U.S. Pontolliese             | Ponte dell'Olio (PC)       |                     |
| U.S. Sanmartinese            | San Martino in Strada (MI) |                     |
| U.S. Soresinese              | Soresina (CR)              |                     |
| G.S. Supercortemaggiore      | Cortemaggiore (PC)         |                     |
| U.S. Virtus                  | Maleo (MI)                 |                     |

#### Classifica finale
|  | Pos. | Squadra               | Pt | G  | V  | N | P  | GF | GS | DR  |
|  | ---- | --------------------- | -- | -- | -- | - | -- | -- | -- | --- |
|  | 1.   | Belgioioso Constantes | 44 | 30 | 20 | 4 | 6  | 67 | 31 | +36 |
|  | 2.   | Garlasco              | 36 | 30 | 14 | 8 | 8  | 48 | 31 | +17 |
|  | 2.   | Monticellese          | 36 | 30 | 15 | 6 | 9  | 49 | 34 | +15 |
|  | 2.   | Philco                | 36 | 30 | 15 | 6 | 9  | 31 | 27 | +4  |
|  | 5.   | Supercortemaggiore    | 35 | 30 | 14 | 7 | 9  | 33 | 29 | +4  |
|  | 5.   | Virtus Maleo          | 35 | 30 | 14 | 7 | 9  | 32 | 23 | +9  |
|  | 7.   | Pontolliese           | 34 | 30 | 14 | 6 | 10 | 51 | 35 | +16 |
|  | 7.   | Soresinese            | 34 | 30 | 13 | 8 | 9  | 48 | 35 | +13 |
|  | 9.   | Casteggio             | 32 | 30 | 13 | 6 | 11 | 50 | 47 | +3  |
|  | 10.  | A.T.M.                | 31 | 30 | 11 | 9 | 10 | 46 | 50 | -4  |
|  | 11.  | Sanmartinese          | 30 | 30 | 12 | 6 | 12 | 47 | 38 | +9  |
|  | 12.  | Pontenurese (-1)      | 25 | 30 | 9  | 8 | 13 | 46 | 61 | -15 |
|  | 13.  | Pejo Lorenteggio      | 23 | 30 | 7  | 9 | 14 | 35 | 44 | -9  |
|  | 14.  | Pirelli               | 19 | 30 | 6  | 7 | 17 | 37 | 67 | -30 |
|  | 15.  | Ficem Crespi Morbio   | 14 | 30 | 5  | 4 | 21 | 30 | 77 | -47 |
|  | 16.  | Livraga (-2)          | 13 | 30 | 3  | 9 | 18 | 33 | 54 | -21 |

Legenda:
      Ammesso alle finali per il titolo del Settore B della Prima Categoria Lombarda.
  Retrocesso e in seguito riammesso per delibera della Lega Nazionale Dilettanti.
Regolamento:
Due punti a vittoria, uno a pareggio, zero a sconfitta.
Note:
Pontenurese ha scontato 1 punto di penalizzazione in classifica per una rinuncia.
Livraga ha scontato 2 punti di penalizzazione in classifica per due rinunce.
La Lega Nazionale Dilettanti, nel bocciare il progetto del Comitato Regionale Lombardo, ordinò di annullare tutte le promozioni e le retrocessioni decise con lo sdoppiamento in due settori della Prima Categoria lasciando tutte le società in Prima Categoria.

### Giornali
- Archivio della Gazzetta dello Sport, stagione 1961-1962, consultabile presso le Biblioteche:
  - Biblioteca Nazionale Braidense di Milano;
  - Biblioteca Nazionale Centrale di Firenze;
  - Biblioteca Nazionale Centrale di Roma;
  - Biblioteca Civica Berio di Genova;
  - e presso Emeroteca del C.O.N.I. di Roma (non è online ma è da consultare in sede).

### Libri
- Almanacco illustrato del calcio 1963, edizioni de "Il calcio illustrato" - Rizzoli Editore, 1962.
- Francesco Ottone, Tutti gli uomini del pallone - F.C. Laveno Mombello 50° di fondazione (1947-1997).
- Pietro Serina, Bergamo in Campo - 1905-1994: il nostro calcio, i suoi numeri, Zanica (BG), L'Impronta Edizioni, 1995.